# Manuel Ruiz Amezcua
Manuel Ruiz Amezcua (Jódar, 18 de mayo de 1952- ) es un poeta, ensayista y profesor español.
Manuel Ruiz Amezcua ha sido calificado de diversas manera; Fernando Fernán Gómez lo llamó «poeta irremediable»; Pedro Martínez Montávez, «poeta realista y social»; Víctor García de la Concha lo denominó, «poesía de ideas» y Carlos García Gual, «voz personal, distinta y nítida».  Dedicado a la enseñanza de la literatura ya realizado una amplia obra donde destacan más de 14 poemarios.

## Biografía
Manuel Ruiz Amezcua nació en Jódar, Jaén en  Andalucía (España) el 18 de mayo de 1952. Se licenció por la Universidad de Granada en filología románica y en hispánica. Fue asesor cultural de la embajada de España en Brasil y ha sido profesor de literatura en el instituto de bachillerato de Baeza, y en otros institutos de Jaén y Granada.

## Obra
Influenciado por autores como Quevedo, Miguel Hernández, Blas de Otero o Unamuno, la obra de Ruiz Amezcua abarca un amplio espectro de géneros. Desde ensayos como El lenguaje tachado, antologías como  Antología esencial de Federico García Lorca o adaptaciones para escolares como la realizada sobre la obra de Lorca o Cervantes. Algunos de sus poemas han sido musicados en el disco Noche entre dos labios.

### Obra editada
- Humana raíz (1974) ISBN 84-7205-058-0
- Dialéctica de las sombras (1978) ISBN 84-7457-011-5
- Oscuro cauce oculto (1984) ISBN 84-7317-136-5
- Cavernas del sentido (1987) ISBN 84-404-0812-9
- Más allá de este muro (1991) ISBN 84-7807-035-4
- El espanto y la mirada (1992) ISBN 84-87-901-37-9
- Las voces imposibles (1993) ISBN 84-88183-10-0
- Claro laberinto (antología) (1994) ISBN 84-88183-17-8
- Una verdad extraña (recopilación de poesías entre 1974 y 1993 publicada en 1995). ISBN 84-8063-152-X
- Atravesando el fuego (1996) ISBN 84-806-323-48
- Antología esencial de Federico García Lorca. Selección e introducción de Manuel Ruiz Amezcua. Barcelona, Octaedro, 1997. ISBN 84-8063-260-7
- Sólo por amor (poesía amorosa 1974-1996) (1998) ISBN 978-84-8063-330-7
- Poemas de Manuel Ruiz Amezcua. Universidade do Vale do Río dos Sinos: Unisinos. Centro de Çiencias da Comunicaçao.Instituto de Idiomas Unilinguas, Brasil,1997.
- Cinco poemas de Manuel Ruiz Amezcua. Publicados por la Embajada de España en Brasilia y el Consulado General de España en Porto Alegre. Traducidos por Dionisio Fuertes Álvarez y Cecilia Fonseca da Silva, de la Universidad de Brasilia. Porto Alegre, 1997.
- Hay tantas cosas no dichas...Poema de Manuel Ruiz Amezcua dedicado a la cantaora Carmen Linares. Lo publicó en 1997 la Agencia Española de Cooperación Internacional a través del Centro Cultural Brasil/España de Porto Alegre(Brasil). Espe poema fue reeditado también en forma de póster  por la Universidad de Jaén en 1998. En 2018 lo ha vuelto a editar, en forma de póster también, el Instituto Andaluz de Flamenco, de la Consejería de Cultura de la Junta de Andalucía.
- El vuelo de las palabras. Cartas a Manuel Ruiz Amezcua( 1983-1997),de Juan López-Morillas .Edición de Dámaso Chicharro.Instituto de Estudios Giennenses,Jaén, 2000.ISBN 84-87115-74-8

- Luz de la palabra (antología) (2001) ISBN 84-7632-647-5.Universitat de les Iles Balears, Palma de Mallorca, 2001. ISBN 84-7632-647-5
- Donde la huida (2001) ISBN 978-84-8063-330-7
- Una verdad extraña (poesía 1974-2001) (2002) ISBN 978-84-8063-545-5
- De Federico García Lorca:Canciones, Poemas y Romances para niños. Edición e introducción de Manuel Ruiz Amezcua, Octaedro, Barcelona,2004. ISBN 84-8063-678-5
- Contra vosotros. Ediciones Octaedro, Barcelona,(2005) ISBN 97-884-806-370-77
- La Gitanilla, de Miguel de Cervantes. Edición e introducción de Manuel Ruiz Amezcua. Editorial Octaedro, Barcelona, 2005. ISBN848063-721-8
- Sobre la herida (Poesía Amorosa 1974-2005). Ayuntamiento de Granada, (2006) ISBN 84-87713-73-4
- Una verdad Extraña (Poesía 1974-2005). Octaedro Barcelona, (2008) ISBN 978-84-95345-49-3
- Singularidad en la poesía de Manuel Ruiz Amezcua. Universidad de Jaén (2010) ISBN 978-84-8439-528-7
- La resistencia. Editorial Comares, Granada (2011) ISBN 978-84-9836-798-0
- El lenguaje tachado (prosa completa), 4.ª edición corregida y aumentada. Editorial Comares, Granada (2012) ISBN 978-84-98-36-921-2
- Singularidad en la poesía de Manuel Ruiz Amezcua, estudios y antología poética, 5.ª edición, Granada, editorial Comares, Granada, (2012) ISBN 978-84-9836-996-0
- Baeza la nombrada, Club Unesco, Baeza (2013) ISBN D.L:J-13-2013
- Del lado de la vida. Antología Poética (1974-2014). Editorial Galaxia Gutenberg - Círculo de lectores, Barcelona, 2014. Prólogo de Antonio Muñoz Molina y testimonios de José Saramago, Víctor García de la Concha, Fernando Fernán Gómez y Juan Cano Ballesta. ISBN 978-84-1607-240-8
- Un mundo distinto. Antología poética (1974-2014). Ediciones 4 Agosto, Logroño, 2014. ISBN 978-84-15332-77-0
- Palabras Clandestinas. Huerga y Fierro, Madrid, 2015. ISBN 978-84-943156-5-7
- Singularidad en la poesía de Manuel Ruiz Amezcua. Edición de José María Balcells. Ed. Comares, Granada, 2016teraISBN 978-84-9045-383-4
- Lenguaje Tachado. Editorial Galaxia Gutenberg, Barcelona, 2016. ISBN 978-84-16495-98-6
- Una Verdad Extraña (Poesía 1974-2017). Editorial Comares, Granada, 2017.  ISBN 978-84-9045-543-2
- Una Verdad Extraña. (Poesía 1974-2018). Segunda edición  corregida y aumentada. Editorial Comares, Granada, 2018.  ISBN 978-84-9045-637-8
- Singularidad en la poesía de Manuel Ruiz Amezcua. Estudios y antología temática. Edición y prólogo de José Mª Balcells. 7.ª edición corregida y aumentada a 1000 páginas, Editorial Comares, Granada, 2018.
- Las reliquias de un sueño. Editorial Huerga & Fierro, Madrid, 2019. ISBN 978-84-120875-0-5
- Enterrad bien a nuestros muertos. Poema. Editorial Comares, Granada, 2020. Depósito Legal: Gr.583/2020
- Lo que verán los otros (El arquitecto Andrés de Vandelvira sueña sus iglesias, sus palacios). Edición bilingüe Español-Griego moderno. Editorial Comares,Granada, 2020. Depósito Legal: Gr.1177/2020'
- Una Verdad Extraña (Poesía 1974-2021). Editorial Comares, Granada, 2021. Tercera edición corregida y aumentada   ISBN 978-84-1369-120-6
- Enterrad bien a nuestros muertos. Edición en 12 idiomas: Ingles, Alemán, Italiano, Francés, Neerlandés, Hebreo, Rumano, Serbio ,Griego moderno, Portugués, Catalán y Árabe. 130 páginas. Editorial Comares, Granada, 2021.  ISBN 978-84-13-69-183-1
- Lenguaje tachado. Edición corregida y aumentada a 750 páginas. Editorial Huerga & Fierro, Madrid, 2022.
- Singularidad en la poesía de Manuel Ruiz Amezcua. Edición y prólogo de Christian De Paepe, editorial Madara, octava edición corregida y aumentada a 1192 páginas, Jaén, 2023. ISBN 978-84-126526-1-1.
- Correos dialogados. Correspondencia literaria entre Manuel Ruiz Amezcua y Christian De Paepe, 234 páginas, Madrid, editorial Huerga & Fierro, 2023. ISBN 978-84-126938-9-8